# Wzgórza Wyrębińskie

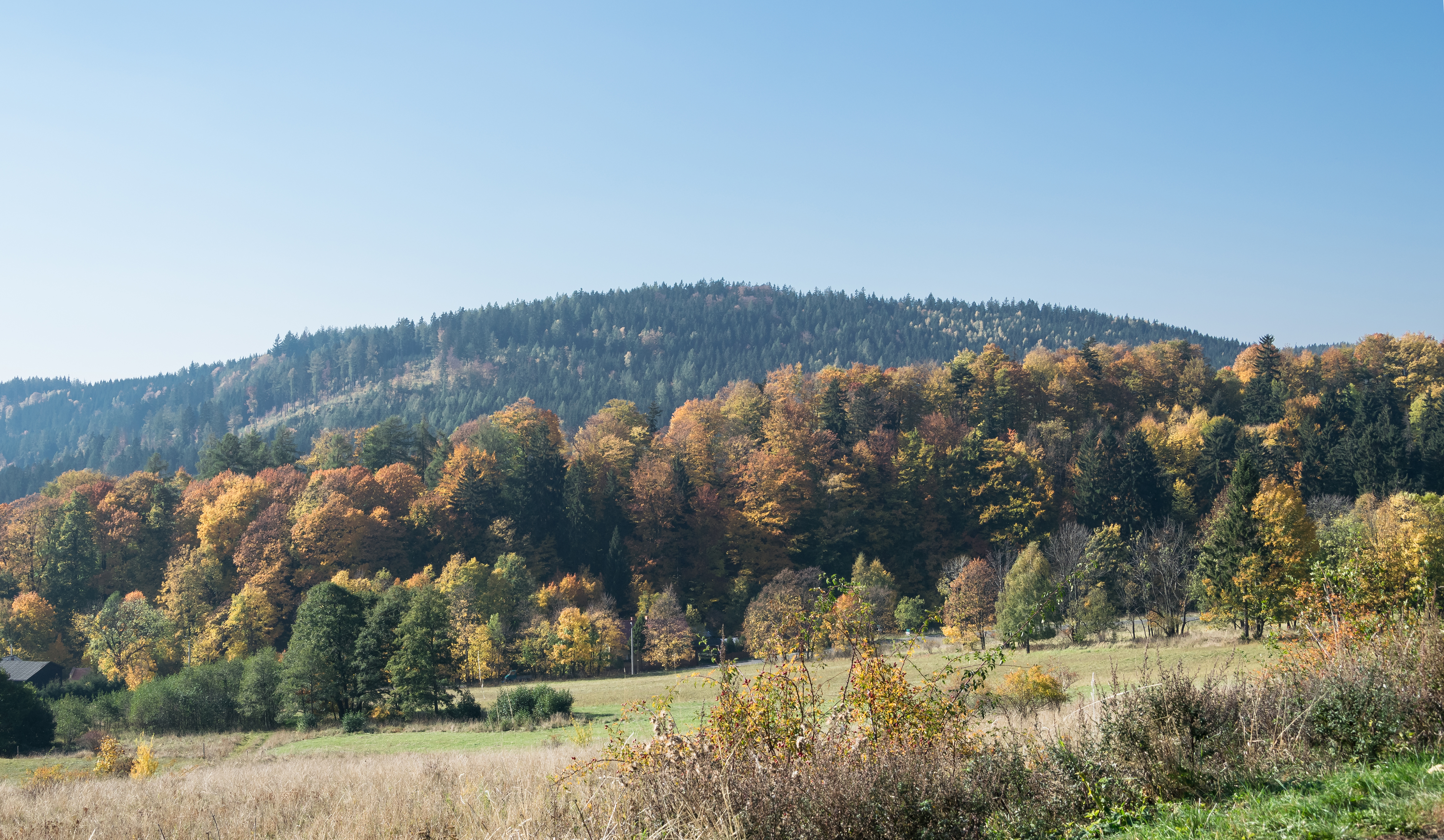
Gontowa we Wzgórzach Wyrębińskich

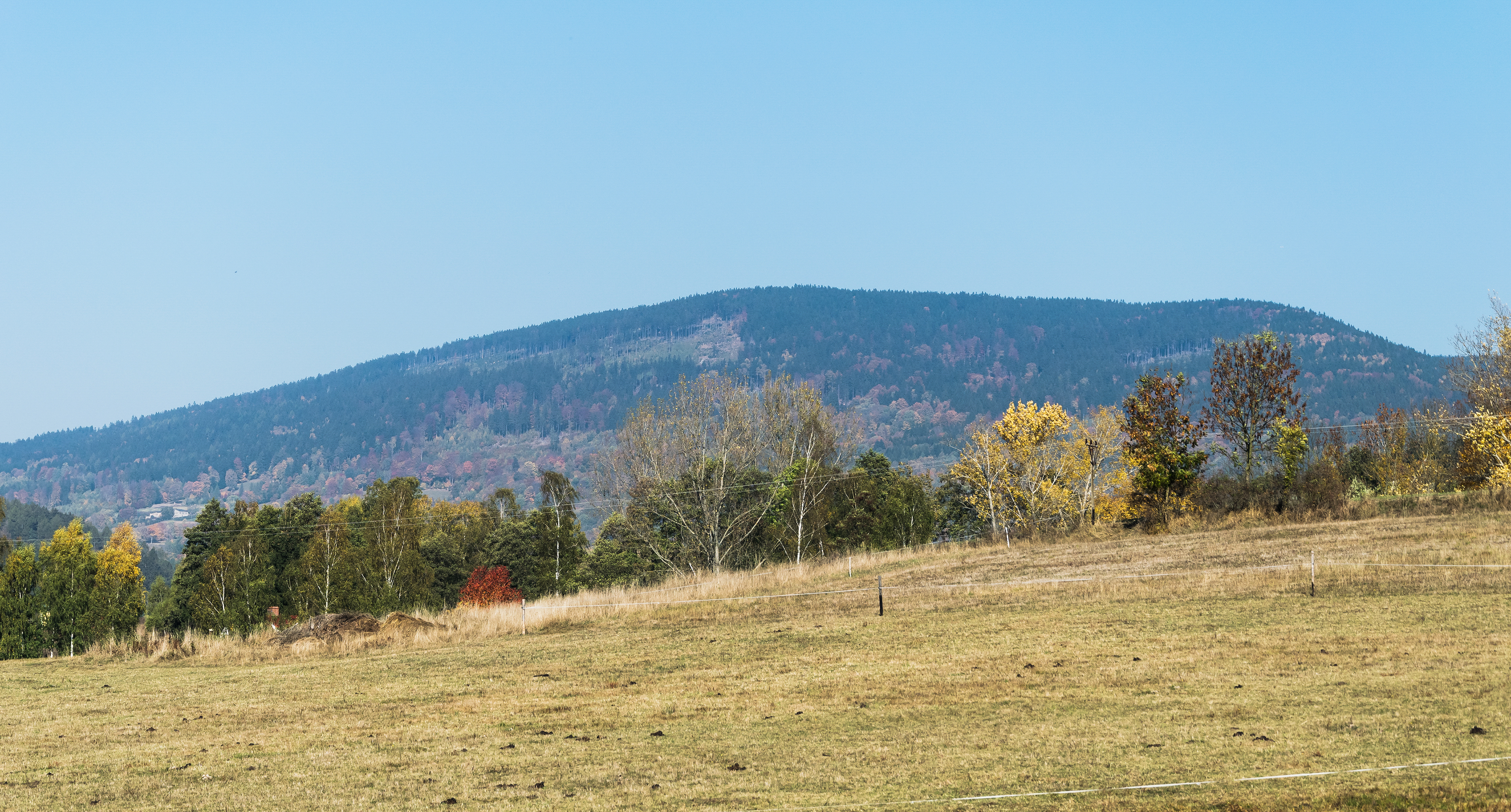
Włodyka we Wzgórzach Wyrębińskich

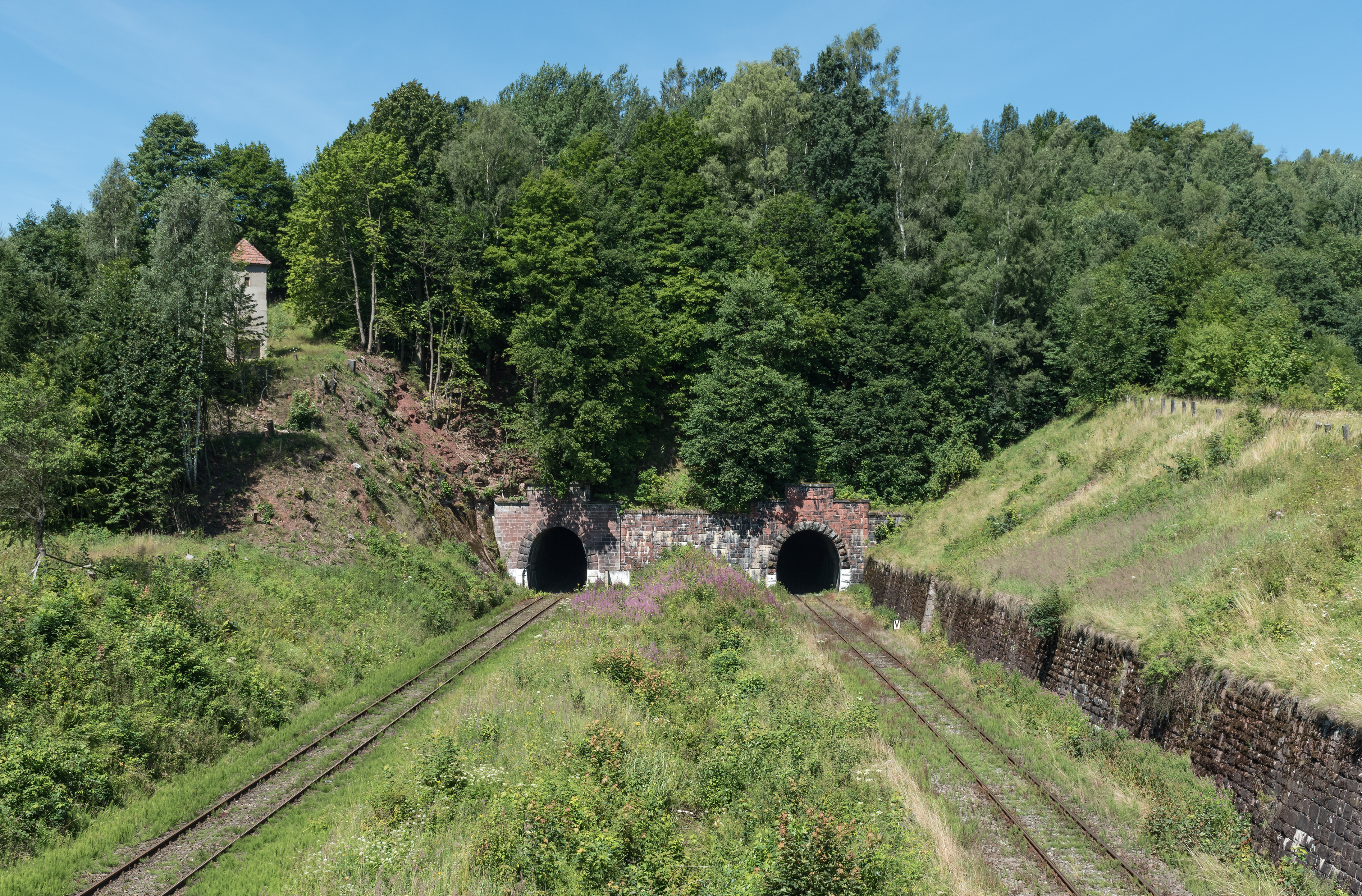
Świerkowa Kopa we Wzgórzach Wyrębińskich

Wzgórza Wyrębińskie – małe pasmo górskie w południowo-zachodniej części Sudetów Środkowych w Górach Sowich w południowo-zachodniej Polsce w województwie dolnośląskim.

## Opis
Wzgórza Wyrębińskie – niedługie trójczłonowe pasmo wzgórz rozciągające się równolegle po południowej stronie głównego pasma Gór Sowich. Po stronie wschodniej oddzielone są od macierzystego masywu obniżeniem Jugowa, a po stronie zachodniej graniczą z głównym pasmem na wysokości góry Sokół oddzielone Przełęczą Sokolą. Dalej na południe poprzez dolinę Włodzicy graniczą ze Wzgórzami Włodzickimi. Pasmo położone między Górami Sowimi a Wzgórzami Włodzickimi ciągnie się w kierunku południowo-wschodnim na długości ponad 10 km od miejscowości Kolce do wsi Przygórze, maksymalna szerokość pasma 2,6 km. Pasmo podzielone jest na trzy części dolinami potoków Jugowskiego i Sowiego Potoku. Część środkowa z górą Gontowa (723 m n.p.m.) jest najwyższa pozostałe dwie części są znacznie niższe.

## Rzeźba
Cały obszar pasma jest górzysty poprzecinany w poprzek dolinami potoków górskich na trzy segmenty z wyraźnie zaznaczonymi wzniesieniami, rzadko zaludniony, o zalesionych szczytach.

## Krajobraz
Krajobraz niskich gór, wyżyn i wysoczyzn, silnie rozciętych przez potoki i systemy ich bocznych dolinek. Szczyty kopulaste z wyraźnym podkreśleniem zboczy. Większość obszaru zajmują łąki. Krajobraz częściowo przeobrażony, pierwotny niskogórski charakter krajobrazu w większości został zachowany.

## Budowa geologiczna
Wzgórza powstały na oderwanym i wypiętrzonym fragmencie Masywu Czeskiego. Zajmują północno-wschodni fragment niecki śródsudeckiej oraz południowo-zachodni bloku sowiogórskiego. W północnej części budowane są z górnokarbońskich zlepieńców, w których występują pokłady węgla kamiennego, a w południowej z utworów czerwonego spągowca, głównie piaskowców, zlepieńców i łupków. W skałach tworzących wzgórza, oprócz węgla, występuje piryt i uraninit. W części zbudowanej ze skał metamorficznych najbardziej rozpowszechnione są paragnejsy, powstałe przez metamorfozę łupków ilastych i szarogłazów. Dominującym rodzajem skały są gnejsy oligoklazowo-biotytowe, występujące najczęściej w postaci miagmatytów. Nieckę Włodzicy w dolnym biegu wypełniają osady czwartorzędowe.

## Klimat
Na opisywanym obszarze brakuje stacji meteorologicznych co utrudnia szczegółowsze określenie panujących tu warunków klimatycznych. Są one zbliżone do terenów sąsiednich. Najkorzystniejsze warunki klimatycznie są u podnóża Gór Sowich oraz w piętrze do około 400–500 m n.p.m. Średnia temperatura roczna oscyluje tu w granicach 7 °C. Najcieplejszym miesiącem jest lipiec, najzimniejszym styczeń. Okres wegetacyjny ma zróżnicowaną długość w zależności od wysokości terenu i trwa od ok. 210 dni w dolinach do ok. 170 dni na północnych zboczach szczytowych.

## Wody
Wzgórza należą do zlewiska Morza Bałtyckiego. Głównymi rzekami odwadniającymi wzgórza są od południowej strony Włodzica i Bystrzyca zbierająca wody z północno-zachodniej części. Odwadniające dolinę potoki przebijają się przez góry dolinami do ujść.

## Roślinność i zwierzęta
Wyższe partie Wzgórz Wyrębińskich porastają lasy świerkowe i świerkowo-bukowe, miejscami z domieszką brzozy, modrzewia i innych gatunków.
Na terenie wzgórz występują skupiska roślinności górskiej objęte prawną ochroną. Na uwagą zasługują: oset górski – dziewięćsił bezłodygowy, wawrzynek wilczełyko, liczne storczyki, goryczki, pierwiosnki, lilia złotogłów oraz kilka gatunków traw.
Świat zwierzęcy nie różni się specjalnie od innych części Sudetów. Z większych zwierząt mają tu swoje siedliska: jeleń, sarna i dzik. Z mniejszych ssaków można spotkać nietoperze, lisa, łasicę, wiewiórkę. W zróżnicowanym dla Sudetów świecie ptaków, na terenie wzgórz występuje: jarząbek, włochatka, pluszcz, krzyżodziób świerkowy, kilka gatunków jastrzębi.

## Komunikacja
przez wzgórza prowadzą w poprzek trzy drogi lokalne. Dolinią Włodzicy u podnóża południowego zbocza prowadzi

### szlak kolejowy
czynna w ruchu pasażerskim linia kolejowa nr 286 z Kłodzka do Wałbrzycha

### drogi główne
Droga wojewódzka nr 381 – Kłodzko – Wałbrzych

### lokalne
Nowa Ruda – Jugów, Ludwikowice Kłodzkie – Sokolec, Jugów – Sokolec – Walim, Ludwikowice Kłodzkie – Jugów.

## Miejscowości
Jugów, Ludwikowice Kłodzkie, Sokolec, Bartnica, Sierpnica

## Szlaki turystyczne
Przez wzgórza prowadzą szlaki turystyczne: ze Świerków oraz Ludwikowic Kłodzkich na Wielką Sowę i Przełęcz Jugowską.